# Yo-Yo Ma
En aquest nom xinès, el cognom és Ma.
Yo-Yo Ma (xinès tradicional: 馬友友, xinès simplificat: 马友友, pinyin: Mǎ Yǒuyǒu; París, 7 d'octubre de 1955) és un violoncel·lista i multinstrumentista franco-estatunidenc. Nascut a París de pares xinesos i educat a la ciutat de Nova York, va ser un nen prodigi, actuant des dels quatre anys i mig. Es va graduar a la Juilliard School i a la Universitat Harvard i va assistir a la Universitat de Colúmbia i ha actuat com a solista amb orquestres d'arreu del món. Ha gravat més de 90 àlbums i ha rebut 19 premis Grammy.
A més d'enregistraments del repertori clàssic estàndard, ha enregistrat una gran varietat de música folk, com ara música bluegrass americana, melodies tradicionals xineses, els tangos del compositor argentí Astor Piazzolla i música brasilera. Ha col·laborat amb artistes de diversos gèneres, com el cantant Bobby McFerrin, el guitarrista Carlos Santana, Sérgio Assad i el seu germà, Odair, i el cantautor i guitarrista James Taylor. El principal instrument d'actuació de Ma és un violoncel Montagnana de 1733 valorat en 2,5 milions de dòlars estatunidencs.
És missatger de la pau de les Nacions Unides des del 2006. Va rebre el Premi Glenn Gould el 1999, la Medalla Nacional de les Arts el 2001, la Medalla Presidencial de la Llibertat el 2011 i el Premi de Música Polar el 2012.

## Biografia
De pares d'origen xinès, als quatre anys d'edat va començar a estudiar violí i viola abans d'aprendre violoncel. Va començar a sobresortir en el món de la música des d'una edat molt primerenca. Ha guanyat nombrosos premis i distincions (entre ells diversos premis Grammy), ha gravat nombrosos discs i ha actuat en els teatres i òperes més grans del planeta. És considerat un dels millors violoncel·listes del món.

### Infantesa i carrera
Va néixer a París el 1955 i va començar a tocar en públic amb tan sols cinc anys. El 1962 la seva família es va traslladar a Nova York, on va viure la major part dels seus anys de formació. Als vuit anys apareix a la televisió estatunidenca en un concert dirigit per Leonard Bernstein. Als quinze anys es va graduar de l'escola secundària i ja va actuar com a solista amb l'Orquestra Radcliffe de Harvard.
Yo-Yo Ma va estudiar a la Juilliard School of Music amb Leonard Rose, abans d'entrar a la universitat de Harvard.
Va obtenir un gran reconeixement i popularitat i va estar de gira amb moltes de les principals orquestres del món. Els seus enregistraments de les Suites per a violoncel sol de Johann Sebastian Bach han estat especialment aclamades. També ha tocat música de cambra en nombroses ocasions, acompanyat pel pianista Emanuel Ax, amb qui manté una bona amistat des que es van conèixer a l'escola Juilliard.
Es va llicenciar a Harvard el 1976, universitat que li va fer mereixedor d'un doctorat honorífic el 1991.

### Carrera més recent
El 7 de juliol de 1994, va estrenar el Concert per a violoncel i orquestra de John Williams, sota la seva direcció i acompanyat de l'Orquestra Simfònica de Boston. El concert va ser escrit especialment per a ell, com va suggerir Seiji Ozawa.
El 1997 Yo-Yo Ma va tocar el concert per a violoncel d'Edward Elgar amb l'Orquestra Simfònica de Chicago sota la direcció de Daniel Barenboim.
Yo-Yo Ma treballa actualment en el Projecte Ruta de la Seda, una iniciativa del propi Yo-Yo Ma que va començar el 1998 i el principal objectiu del qual és vincular les arts d'Occident i Orient reunint artistes i públic de tot el món, i amb el qual ha brindat la possibilitat de desenvolupament i estudi a totes les classes socials en el marc de les idees i tradicions de les diferents cultures que abastava la Ruta de la Seda.
Ha guanyat nombrosos premis i guardons (entre ells nombrosospremis Grammy) i ha gravat més de 50 discos, actualment actua en els teatres i òperes més importants del món. El 20 de gener de 2009 va participar en la inauguració presidencial de Barack Obama, interpretant al costat dels músics Itzhak Perlman, Gabriela Montero i Anthony McGill l'obra Air and Simple Gifts, una composició del músic John Williams.

### Estil
Yo-Yo Ma té un repertori més eclèctic que el típic dels intèrprets de música clàssica. A més dels nombrosos enregistraments de la norma del repertori clàssic, també va registrar peces barroques; bluegrass estatunidenc; melodies tradicionals xineses; obres de Ástor Piazzolla i Osvaldo Golijov (compositors contemporanis argentins), així com obres de Philip Glass (minimalisme modern), John Williams i Ennio Morricone. Específicament al costat del compositor John Williams, ha aconseguit l'èxit treballant en la música de pel·lícules com Set Anys al Tibet i Memòries d'una Geisha.

## Instruments
El seu primer instrument va ser el fabricat per Domenico Montagnana (manufacturat a Venècia en 1733). Yo-Yo Ma va perdre aquest violoncel de més de dos-cents setanta anys (que ell sobrenomenava Petunia) oblidat en un taxi, una nit a Nova York, encara que més tard el va recuperar, intacte.
Un altre dels violoncels que utilitza Yo-Yo Ma és un Stradivarius 1712, que pertanyia a Karl Davydov i després a Jacqueline du Pré.
També posseeix un violoncel fet de fibra de carboni, de la companyia de Luis i Clark (Boston).

## Premis i reconeixements
Els principals premis i reconeixements que Yo-Yo Ma ha aconseguit al llarg de las seva carrera inclouen premis Grammy, Doctorats Honoris Causa per part de diverses universitats, etcètera.

### Grammys
Grammy Award for Best Chamber Music Performance:
- 1986 Brahms: Cello and Piano Sonates in E Minor Op. 38, and F Op. 99 (RCA 17022)
- 1987 Beethoven: Cello and Piano Sonata No. 4 in C & Variations (CBS 42121)
- 1992 Brahms: Piano Quartets Op. 25, Op. 26 (Sony 45846)
- 1993 Brahms: Sonates for Cello & Piano (Sony 48191)
- 1996 Brahms/Beethoven/Mozart: Clarinet Trios (Sony 57499)

Grammy Award for Best Instrumental Soloist Performance:
- 1990 Barber: Cello Concerto, Op. 22/Britten: Symphony for Cello and Orchestra, Op. 68 (CBS 44900)
- 1993 Prokófiev: Sinfonia Concertant/Tchaikovsky: Variations on a Rococo Theme (Sony 48382)
- 1995 The Nova York Album – Works of Albert, Bartók & Bloch (Sony 57961)
- 1998 Jo-Jo Dt. Premieres – Danielpour, Kirchner, Rouse (Sony Classical 66299)

Grammy Award for Best Instrumental Soloist Performance:
- 1985 Bach: The Unaccompanied Cello Suites (CBS 37867)

Grammy Award for Best Classical Contemporary Composition:
- 1995 The Nova York Album, Stephen Albert: Cello Concerto (Sony 57961)

Grammy Award for Best Classical Album:
- 1998 Jo-Jo Dt. Premieres – Danielpour, Kirchner, Rouse (Sony Classical 66299)

Grammy Award for Best Classical Crossover Album:
- 1999 Soul of the Tango – The Music of Ástor Piazzolla (Sony Classical 63122)
- 2001 Appalachian Journey (Sony 66782)
- 2004 Obrigado Brazil (Sony 89935)
- 2009 Songs of Joy & Peace (Sony Classical B001BN1V8U)

Grammy Award for Best Folk Album:
- 2012 The Goat Marrada Sessions w/ Stuart Duncan, Edgar Meyer & Chris Thile

Grammy Award for Best World Music Album:
- 2017 Sing Em Home – Jo-Jo Dt. & The Silk Road Ensemble

Grammy Award for Best Chamber Music/Small Ensemble Performance:
- 2022 Beethoven: Cello Sonatas - Hope and Tears – Yo-Yo Ma & Emanuel Ax

### Doctorats Honoris Causa
- 1991: Honorary Doctor of Music, Harvard University[12]
- 2005: Honorary Doctor of Musical Arts, Princeton University
- 2019: Honorary Doctor of Music, University of Oxford[13]
- 2019: Honorary Doctor of Arts, Dartmouth College[14]
- 2022: Honorary Doctor of Music, Universitat de Stony Brook[15]
- 2022: Honorary Doctor of Music, Columbia University[16]

Others
- 1978: Avery Fisher Prize
- 1993: Member of the American Academy of Arts and Sciences[17]
- 1999: The Glenn Gould Prize
- 1999: Member of the Societat Filosòfica Americana[18]
- 2001: National Medal of Arts[19]
- 2004: Harvard Arts Medal[20]
- 2004: Latin Grammy for Best Instrumental Album at the 2004 Latin Grammy Awards for Obrigado Brazil (Sony 89935)
- 2006: Dan David Prize
- 2006: Léonie Sonning Music Prize
- 2007: Award of Distinction at the International Cello Festival
- 2011: Kennedy Center Honor[21]
- 2011: Presidential Medal of Freedom awarded on febrer 15, 2011[22] (nominated novembre 17, 2010)[4]
- 2012: Polar Music Prize
- 2012: Best Cross-Cultural Collaboration Award by Songlines magazine's 2012 annual Songlines Music Awards, for his work The Goat Rodeo Sessions with Stuart Duncan, Edgar Meyer and Chris Thile
- 2013: Vilcek Prize in Contemporary Music[23]
- 2014: Midwest Young Artists Golden Baton Award
- 2014: Fred Rogers Legacy Award, inaugural recipient, given by the Fred Rogers Center for Early Learning and Children's Media at Saint Vincent College. Upon reception of the award, Ma stated, "This is perhaps the greatest honor I've ever received."
- 2016: Commander of the Order of Arts and Letters[24]
- 2020: The Asia SocietyPlantilla:'s Asia Game Changer Award[25]
- 2021: Praemium Imperiale[26]

### Altres
- 1978: Avery Fisher Prize
- 2001: Medalla Nacional de les Arts[27]
- 2004: Latin Grammy for Best Instrumental Album at the 2004 Latin Grammy Awards for Obrigado Brazil (Sony 89935)
- 2005: Doctor of Musical Arts (D.M.A.) (honoris causa) at Princeton University
- 2006: Donen David Prize
- 2006: Léonie Sonning Music Prize
- 2007: Award of Distinction at the International Cello Festival
- 2011: Premi Kennedy[21]
- 2011: Glenn Gould Prize
- 2011: Medalla Presidencial de la Llibertat[28]
- 2012: Polar Music Prize
- 2012: Best Cross-Cultural Collaboration Award by Songlines magazine's 2012 annual Songlines Music Awards, per The Goat Marrada Sessions amb Stuart Duncan, Edgar Meyer i Chris Thile
- 2013: Vilcek Prize in Contemporary Music[29]
- 2014: Midwest Young Artists Golden Baton Award
- 2014: Fred Rogers Legacy Award
- 2016: Comendador de l'Ordre de les Arts i les Lletres[24]
- 2021: Praemium Imperiale[26]

## Discografia
1978:
- Finzi: Concerto for Cello and Orchestra Op. 40 (reissued 2007)

1979:
1980:
- Saint-Saëns: Carnival of the Animals | Variations on a Theme of Beethoven, OP. 35 | Polonaise, OP. 77
- Saint-Saëns and Lalo: Cello Concertos
- Beethoven: Triple Concerto in C Major, Op.56

1981:
- Haydn: Cello Concertos
- Beethoven: Complete Sonates for Cello and Piano, Vol. 1 (with Emanuel Ax)

1982:
- Kreisler, Paganini

1983:
- Bach: Sonates for Viola de gamba and Harpsichord
- Bach: The Six Unaccompanied Cello Suites
- Xostakóvitx and Kabalevsky: Cello Concertos
- Beethoven: Cello Sonates, Op.5, Ens.1 & 2
- Kreisler, Paganini: Works

1984:
- Bolling: Suite for Cello and Jazz Piano Trio
- Beethoven: Complete Sonates for Cello and Piano, Vol. 2 (with Emanuel Ax)
- Schubert: String Quintet
- Haydn: Three Favorite Concertos -- Cello, Violin and Trumpet Concertos
- Beethoven Sonatas, Volume 2, No. 3, Op. 69; No. 5 Op. 102, No. 2

1985:
- Japanese Melodies
- Elgar, Walton: Cello Concertos
- Mozart: Divertimento, K.563
- Brahms: Sonates for Cello and Piano (with Emanuel Ax)
- Schubert: Quintet in C Major

1986:
- Strauss: Don Quixote; Schoenberg: Concerto
- Beethoven: Complete Sonates for Cello and Piano, Vol. 3 (with Emanuel Ax)
- Dvořák: Cello Concerto
- Beethoven: Cello Sonata No.4; Variations

1987:
- Boccherini: Concerto | JC Bach: Sinfonia Concertant and Grand Overture
- Mozart: Adagio and Fugue in C Minor | Schubert: String Quartet No.15
- Beethoven: Complete Cello Sonates

1988:
- Schumann: Cello Concerto | Fantasiestucke, Op. 73 | Adagi and Allegro, Op. 70 | Funf Stucke im Volkston, Op. 102 (with Emanuel Ax)
- Dvořák: Piano Trios (with Emanuel Ax and Young Uck Kim)
- Brahms: Double Concerto; Piano Quartet (tracks 1-3, with the Chicago Symphony Orchestra with Claudio Abbado, conductor; tracks 4-7, with Emanuel Ax, Isaac Stern, and Jaime Laredo)
- Xostakóvitx: Piano Trio | Cello Sonata (with Emanuel Ax)

1989:
- Barber: Cello Concerto | Britten: Symphony for Cello & Orchestra
- Strauss and Britten: Cello Sonates (with Emanuel Ax)
- Xostakóvitx: Quartet No.15 | Gubaidulina: Rejoice!
- Anything Goes: Stephane Grappelli &amp; Jo-Jo Dt. Play (Mostly) Cole Porter
- Great Cello Concertos: Dvořák, Elgar, Haydn, Saint-Saëns, Schumann
- The Japanese Album
- Portrait of Jo-Jo Dt.
- Xostakóvitx: Symphony No.5; Cello Concerto

1990:
- Mozart: Serenade No. 10 | Sonata for Bassoon and Cello
- Brahms: The Piano Quartets (with Emanuel Ax, Isaac Stern, and Jaime Laredo)
  - 2 CDs: Piano Quartet No.1, op. 25 and No. 3, op. 60; Piano Quartet No. 2, op. 26
- A Cocktail Party
- Strauss: Don Quixote; Die Liebe der Danae

1991:
- Prokófiev and Rachmaninoff: Cello Sonates (with Emanuel Ax)
- Tchaikovsky Gala in Leningrad
- Brahms: Double Concerto; Berg: Chamber Concerto
- Saint-Saëns: Cello Concerto No.1; Saint-Saëns: Piano Concerto No.2; Saint-Saëns: Violin Concerto No.3

1992:
- Hush (with Bobby McFerrin)
- Prokófiev: Sinfonia Concertant | Tchaikovsky: Variations
- Brahms: String Sextets | Theme and Variations for Piano
- Brahms: Sonates for Cello and Piano (with Emanuel Ax)
- Saint-Saëns: Organ Symphony; Bacchanale; Marche Militaire; Carnestoltes donis animaux; Danse Macabre

1993:
- Schoenberg: Verklarte Nacht | String Trio
- Made in America
- Yo-Yo Ma at Tanglewood (VHS)
- Faure: Piano Quartets (amb Emanuel Ax, Isaac Stern, i Jaime Laredo)

1994:
- Immortal Beloved
- Chopin: Chamber Music (with Emanuel Ax (tracks 1-9), Pamela Frank (tracks 1-4), and Ewa Osinska (track 10))
- The Nova York Album
- Greatest Hits: Gershwin
- Greatest Hits: Tchaikovsky
- Beethoven, Schumann: Piano Quartets (amb Emanuel Ax, Isaac Stern, i Jaime Laredo)
- Dvořák in Prague: A Celebration

1995:
- Concertos from the New World
- Greatest Hits: Saint-Saëns
- Tackling the Monster: Marsalis on Practice (VHS)
- Brahms, Beethoven, Mozart: Clarinet Trios (amb Emanuel Ax i Richard Stoltzman)
- The Essential Jo-Jo Dt.

1996:
- Premieres: Cello Concertos by Danielpour, Kirchner and Rouse
- Schubert and Boccherini String Quintets
- Lieberson: King Gesar | Corigliano: Phantasmagoria (with Emanuel Ax (totes les pistes), tracks 1-7: Omar Ebrahim, Peter Serkin, Andras Adorjan, Deborah Marshall, William Purvis, David Taylor, Stefan Huge, and Peter Lieberson)
- Appalachia Waltz
- Schubert: Trout Quintet; Arpeggione Sonata (with Emanuel Ax, Pamela Frank (tracks 1-5), Rebecca Young (tracks 1-5), Edgar Meyer (tracks 1-5), and Barbara Bonney (track 9))

1997:
- Soul of the Tango, music of Ástor Piazzolla
- Liberty!
- The Tango Lesson
- Seven Years in Tibet
- Symphony 1997
- Mozart: The Piano Quartets (with Emanuel Ax, Isaac Stern, and Jaime Laredo)
- From Ordinary Things
- Goldschmidt: The Concertos

1998:
- John Tavener: The Protecting Veil
- Erich Wolfgang Korngold/ Schmidt: Music for Strings and Piano Left Hand
- Inspired by Bach: "Falling Down Stairs" -- Cello Suite No.3
- Inspired by Bach
- Inspired by Bach: "Struggle For Hope" -- Cello Suite No.5
- Inspired by Bach: "The Music Garden" -- Cello Suite No.1
- Inspired by Bach: "Sarabande" -- Cello Suite No.4
- Inspired by Bach: "The Sound of the Carceri" -- Cello Suite No.2
- Inspired by Bach: "Six Gestures" -- Cello Suite No.6

1999:
- John Williams Greatest Hits 1969–1999
- My First 79 Years
- Només
- Brahms: Piano Concerto No.2, Cello Sonata Op.78
- Lulie the Iceberg
- Songs and Dances
- Franz Joseph Haydn
- Simply Baroque (with Ton Koopman and the Amsterdam Baroque Orchestra)
- Dvořák: Piano Quartet No.2 | Brahms: Sonata for Piano and Cello in D major, op. 78 (with Emanuel Ax, Isaac Stern (tracks 1-4), and Jaime Laredo (tracks 1-4))

2000:
- Inspired by Bach, Volume 2 (DVD)
- Inspired by Bach, Volume 3 (DVD)
- Tan Dun: Crouching Tiger, Hidden Dragon
- Inspired by Bach, Volume 1 (DVD)
- Corigliano: Phantasmagoria (The Fantasy Album)
- Simply Baroque II (with Ton Koopman and the Amsterdam Baroque Orchestra)
- Appalachian Journey Live in Concert (VHS and DVD)
- Appalachian Journey (with Edgar Meyer and Mark O'Connor)
- Dvořák: Piano Quartet No.2, Sonatina in G, Romantic Pieces

2001:
- Classic Yo-Yo
- Classical Hits
- Heartland: An Appalachian Anthology

2002:
- Naqoyqatsi: Original Motion Picture Soundtrack composed by Philip Glass
- Yo-Yo Ma Plays the Music of John Williams
- Silk Road Ensemble: Silk Road Journeys: When Strangers Meet
- Meyer and Bottesini Concertos (with Edgar Meyer (tracks 1-3): Concerto for Cello and Double Bass)

2003:
- Paris - La Belle Époque
- Màster and Commander: Original Motion Picture Soundtrack
- Obrigado Brazil

2004:
- The Dvořák Album
- Vivaldi's Cello
- Obrigado Brazil Live
- Silk Road Ensemble: Silk Road Journeys: Beyond the Horizon

2005:
- Yo-Yo Ma Plays Ennio Morricone, arranged and conducted by Ennio Morricone
- Memoirs of a Geisha (soundtrack) (amb Itzhak Perlman) (composed and conducted by John Williams)

2007:
- Appassionato
- Dvořák in Prague: a Celebration (DVD)

2008:
- Silk Road Ensemble: New Impossibilities
- Songs of Joy &amp; Peace

2009:
- "Cinema Paradiso" on Chris Botti in Boston
- 30 Years Outside the Box—Box set includes two prima disks with various previously unreleased recordings

2010:
- Mendelssohn: Piano Trios and Songs without Words | Beethoven Ghost Piano Trio (with Emanuel Ax, Itzhak Perlman (tracks 1-8), Pamela Frank (track 14))

2011:
- The Goat Marrada Sessions (amb Stuart Duncan, Edgar Meyer, i Chris Thile)

2015:
- Before this World (amb James Taylor)
- Songs from the Arc of Life (amb Kathryn Stott)

2016:
- Jo-Jo Dt. & Silk Road Ensemble: Sing Em Home

2018
- Six Evolutions - Bach: Cello Suites[30]

2020
- Beethoven: Triple Concerto & Symphony No. 7 (amb Anne-Sophie Mutter i Daniel Barenboim)[31]
- Not Our First Goat Marrada (amb Stuart Duncan, Edgar Meyer, i Chris Thile)

## Influència
A Stone Ocean, la sisena part del manga japonès JoJo's Bizarre Adventure, l'estand pertanyent a D an G es diu Yo-Yo Ma, en al·lusió al músic homònim.

## Vida personal
Des de 1978, Yo-Yo Ma està casat amb Jill Hornor, una consultora d'art. Tenen dos fills, Nicholas i Emily. Encara que personalment ho considera el "pitjor epítet al que s'ha enfrontat", va ser "etiquetat" el 2001 com a "Músic clàssic més sexy" per part de la revista People. Ha continuat rebent aquest tipus d'elogis al llarg dels anys, fins i tot per part de l'AARP en 2012. També ha estat elogiat com a persona de caràcter inqüestionable, i destacat pel seu esperit humil, la seva manera de ser autocomplaent i el seu humanitarisme.
Segons la recerca presentada per Henry Louis Gates Jr. per a la sèrie de la PBS Faces of America, un parent va amagar el llibre de genealogia de Yo-Yo Ma a la seva casa de la Xina per a salvar-lo de la destrucció durant la Revolució Cultural. L'ascendència paterna de Yo-Yo Ma es remunta a 18 generacions fins a l'any 1217. La genealogia va ser recopilada en el segle xviii per un avantpassat, que remunta a tots els que es cognomenen Ma, per la línia paterna, fins a un avantpassat comú en el segle iii aC. El nom de generació de Ma, Yo, va ser decidit pel seu quart besoncle, Ma Ji Cang, el 1755. Les recerques d'ADN van revelar que Ma està emparentat llunyanament amb l'actriu Eva Longoria.